# Naturschutzgebiet Wupperhang zwischen Fuchskuhl und Unterholzer Bach
Das Naturschutzgebiet Wupperhang zwischen Fuchskuhl und Unterholzer Bach befindet sich auf dem Gebiet der kreisfreien Stadt Solingen in Nordrhein-Westfalen nordöstlich der Kernstadt Solingen im Solinger Stadtbezirk Gräfrath. Es erstreckt sich entlang eines 80 m hohen Prallhangs der Wupper, die die östliche Grenze des Naturschutzgebietes bildet. Die nördliche Grenze markiert der Flockertsholzer Bach, die südliche Grenze der Untenholzer Bach. Westlich des Naturschutzgebietes liegen die Solinger Ortschaft Oben zum Holz und etwas südlich davon Unten zum Holz.
In unmittelbarer Nachbarschaft grenzt nördlich das ebenfalls am Wuppersteilhang gelegene Naturschutzgebiet Steinbachtal mit Teufelsklippen (SG-004) mit einer Größe von 52 ha an.

## Bedeutung
Das 33,15 ha große Gebiet ist seit 2005 unter der Kennung SG-005 als Naturschutzgebiet ausgewiesen.
Als Ziele und Schutzzwecke werden im Landschaftsplan der Stadt Solingen u. a. genannt:
- Sicherung und Erhaltung des Wuppersteilhanges mit seiner potentiell natürlichen Vegetation Hainsimsen-Buchenwald und Hainbuchen-Traubeneichenwald,
- Erhaltung und Förderung des ehemaligen Steinbruchs mit historischen Niederwald aus kulturhistorischen Gründen,
- Schutz der im Steilhang gelegenen Quellen und Bäche,
- Schutz des Untenholzer Baches mit seinen bachbegleitenden, extensiv genutzten Grünlandflächen und Grünlandbrachen,
- Schutz der Felsklippen, die wegen ihrer Eigenheit, Seltenheit und hervorragenden Schönheit das Gebiet prägen.[2]

## Wanderwege
Wanderparkplätze sind an der L 74 (Arboretum Burgholz) bzw. an der Sportanlage Flockertsholzer Weg vorhanden. Von letzterem führt der Klingenpfad (S) bzw. der Rundwanderweg (A3) in das Naturschutzgebiet entlang der Oberkante des Wupperhangs. Der Wanderweg (Raute 5) kommt vom Wanderparkplatz Arboretum Burgholz das Flockertsholzer Bachtal hinauf und führt gemeinsam mit (S) und (A3) durch das Naturschutzgebiet. Ein unbezeichneter Pfad zweigt oberhalb Friedenstal vom Weg durch das Flockertsholzer Bachtal nach Süden ab und führt am unteren Hangabschnitt entlang der Wupper bis zum Untenholzer Bach, wo er auf die anderen Wanderwege trifft.

## Galerie

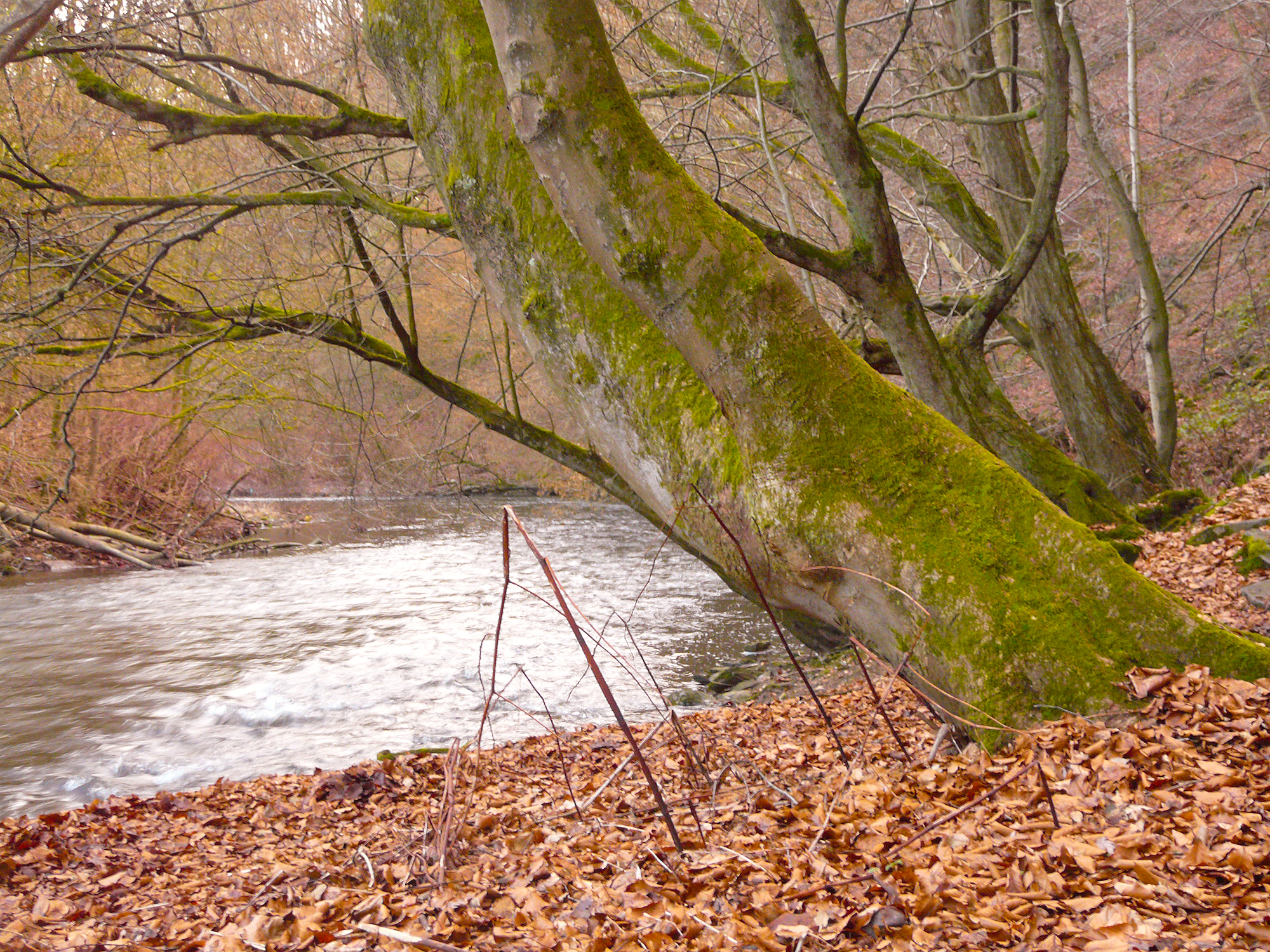
Blick auf die Wupper: Waldhang rechts im Naturschutzgebiet
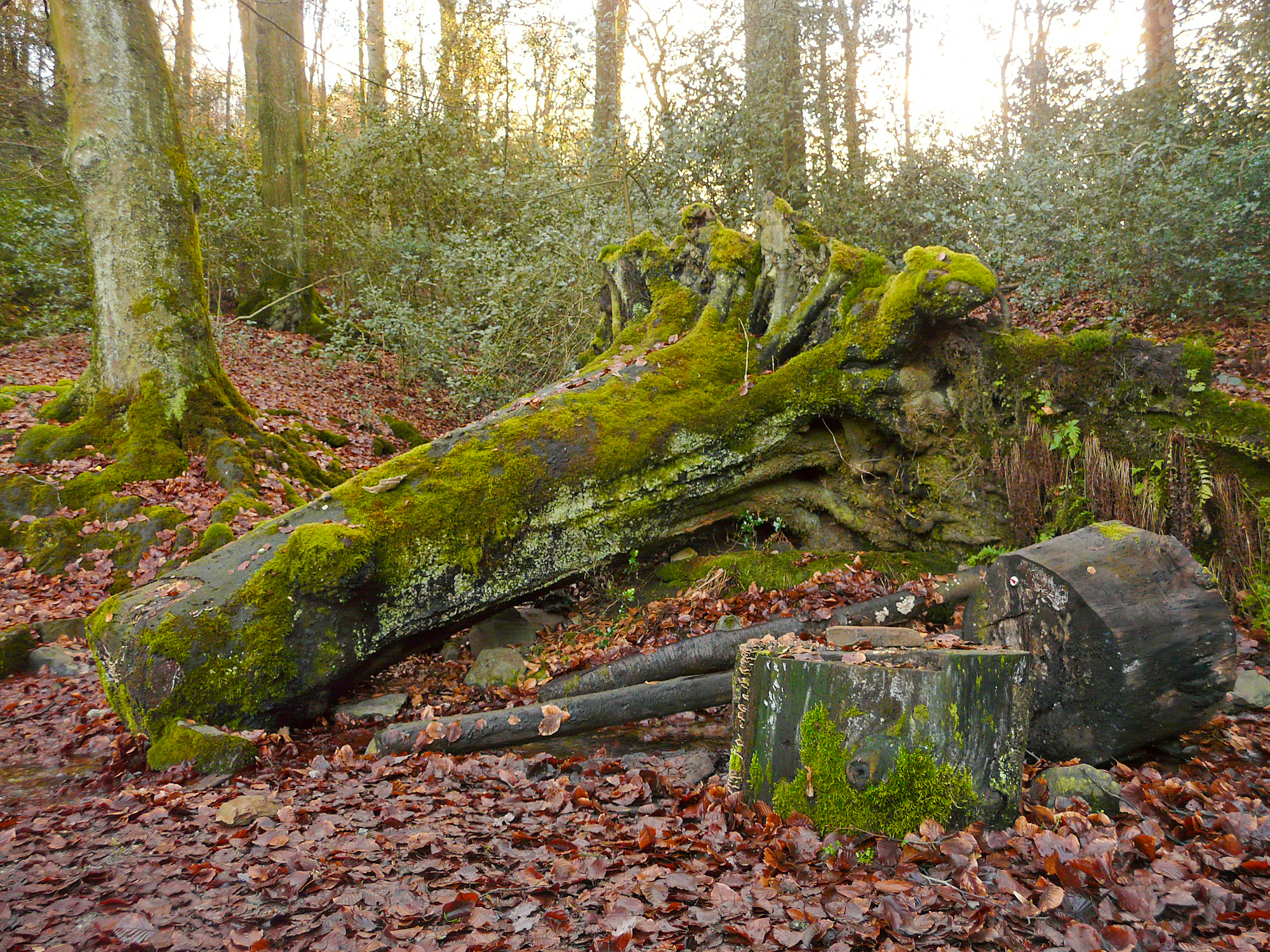
Totholz im ilexreichen Buchenwald
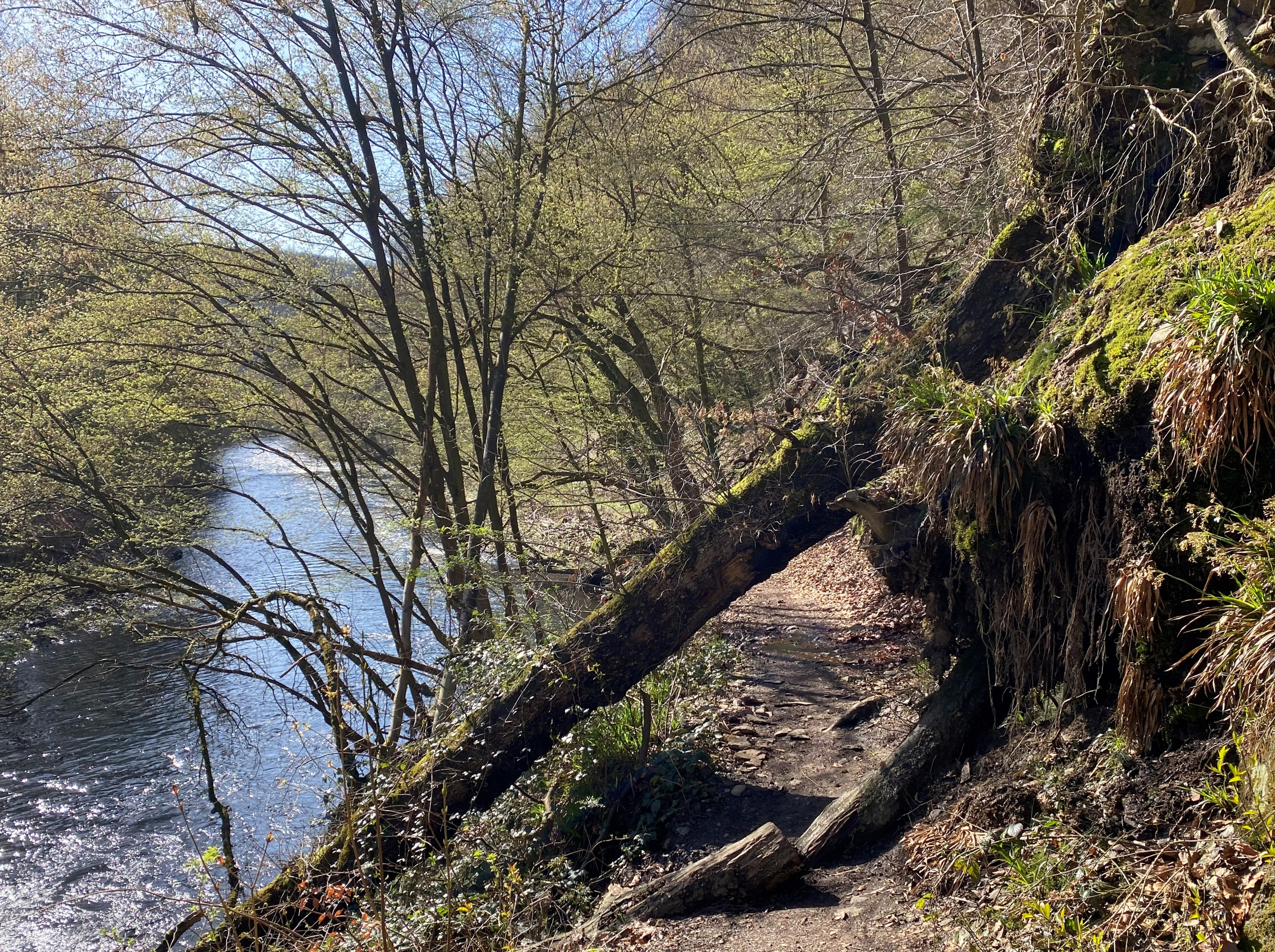
Baumsturz am Wupperhang
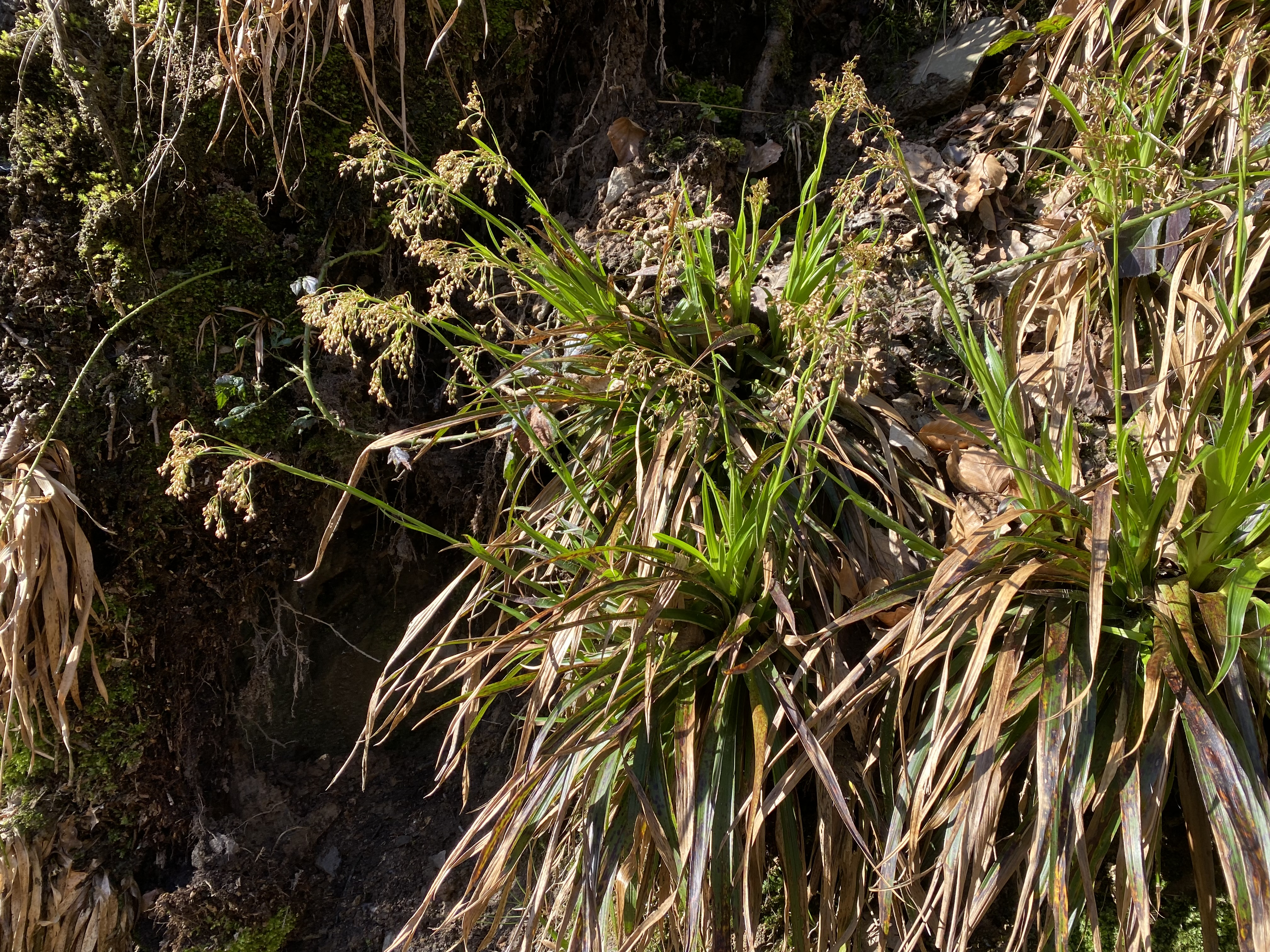
Wald-Hainsimsen
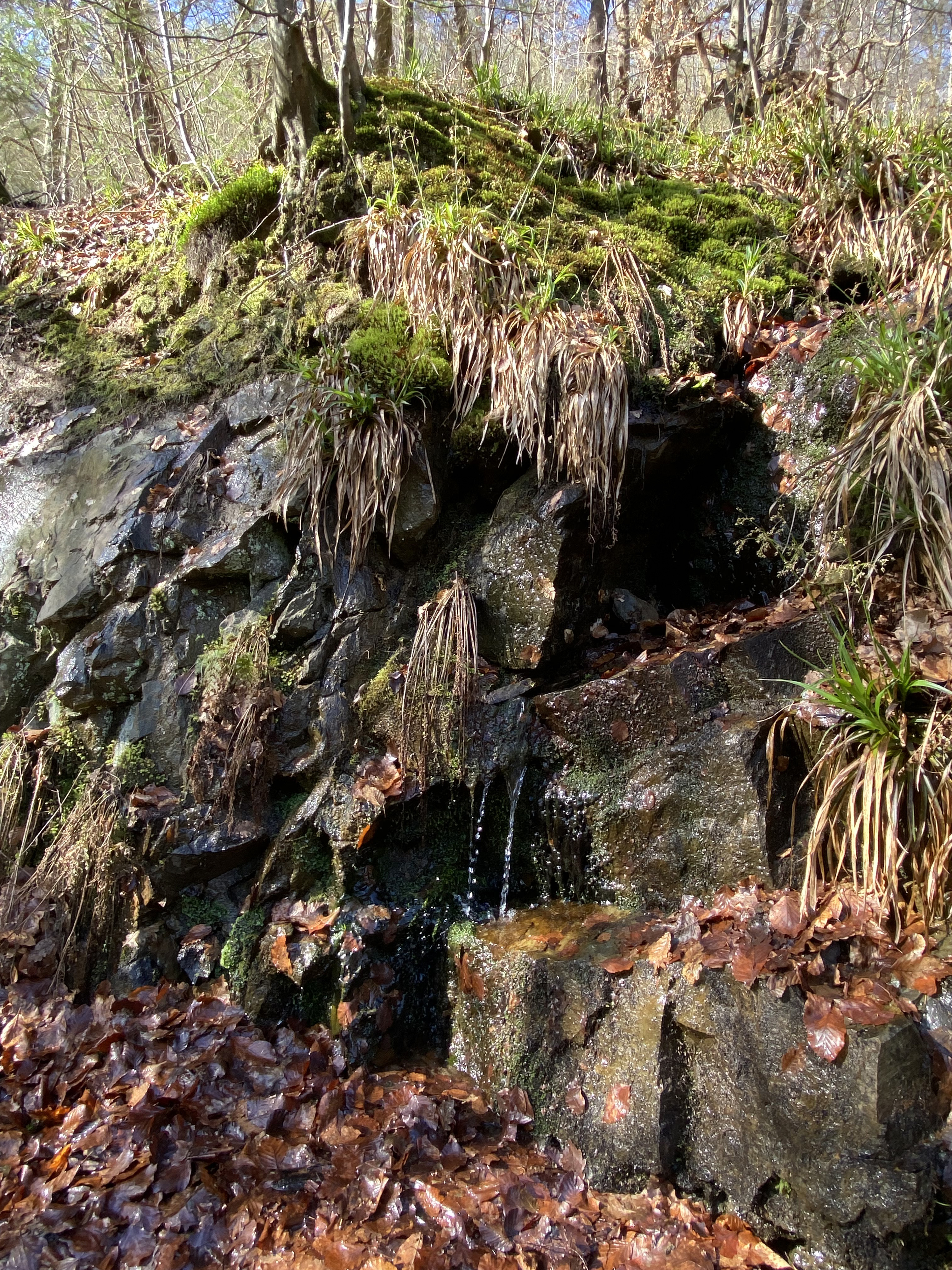
Quelle im Wupperhang
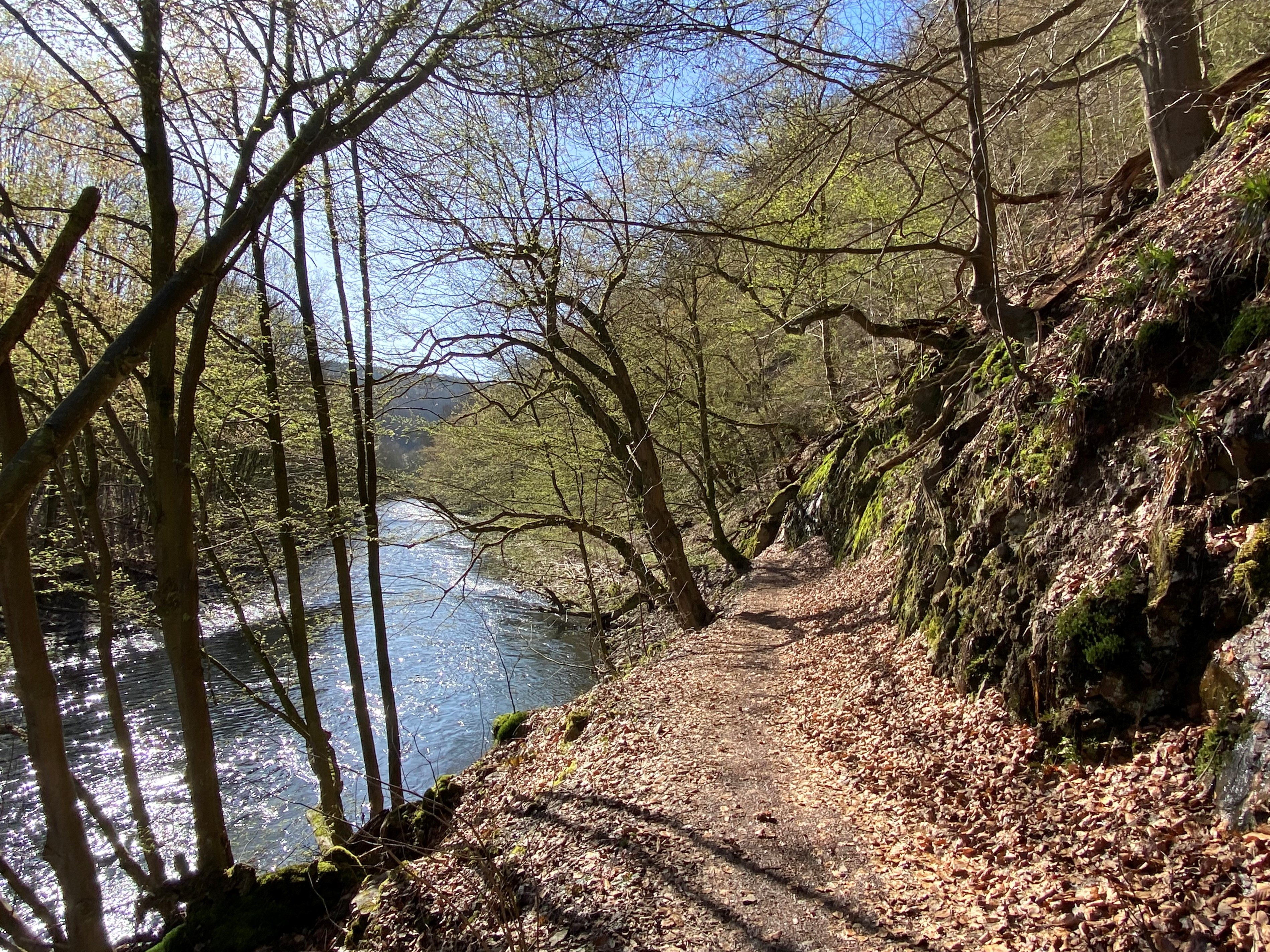
Pfad am Fuß der Wupperhänge
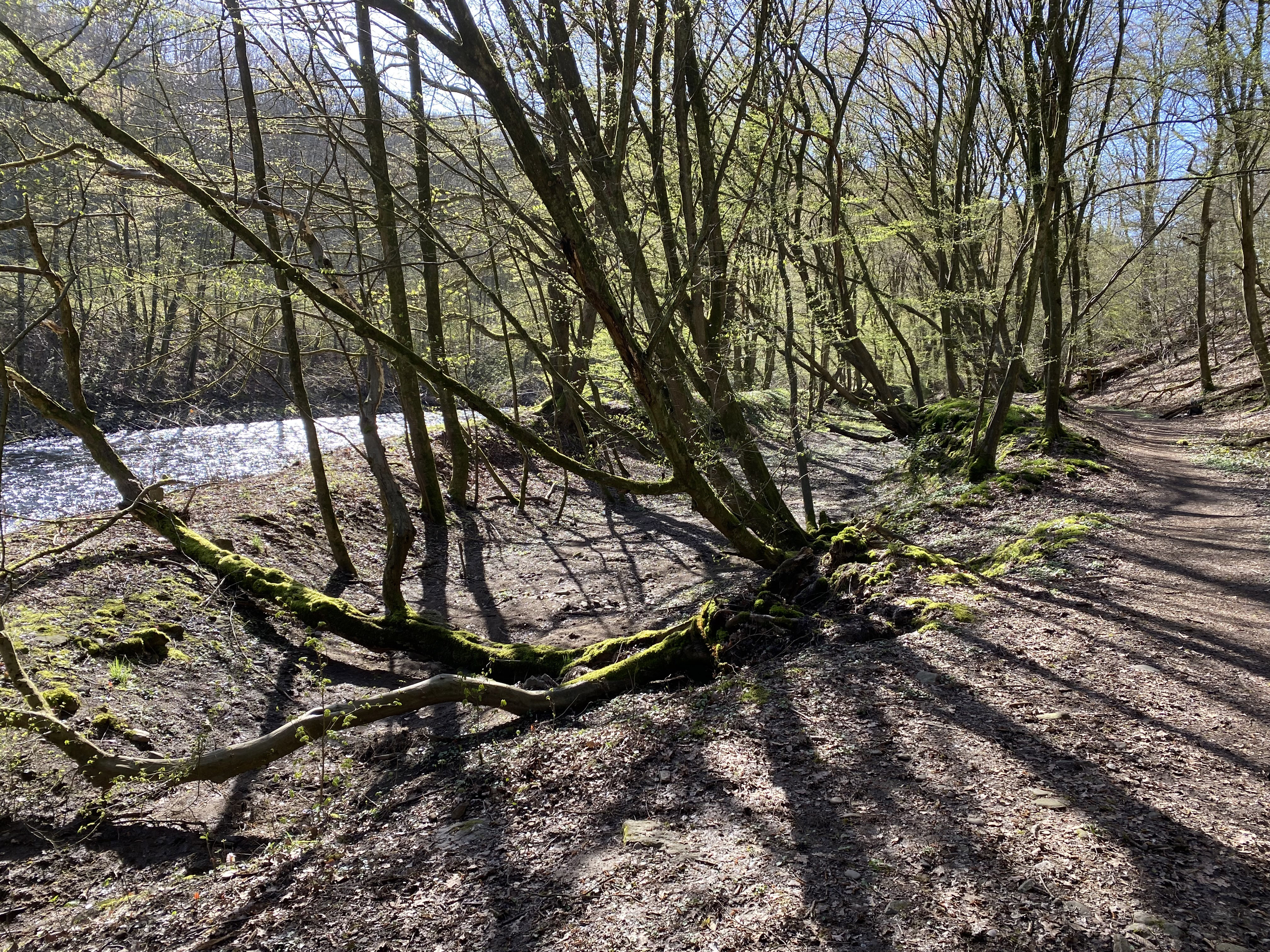
ehem. Stauteich am Wupperufer
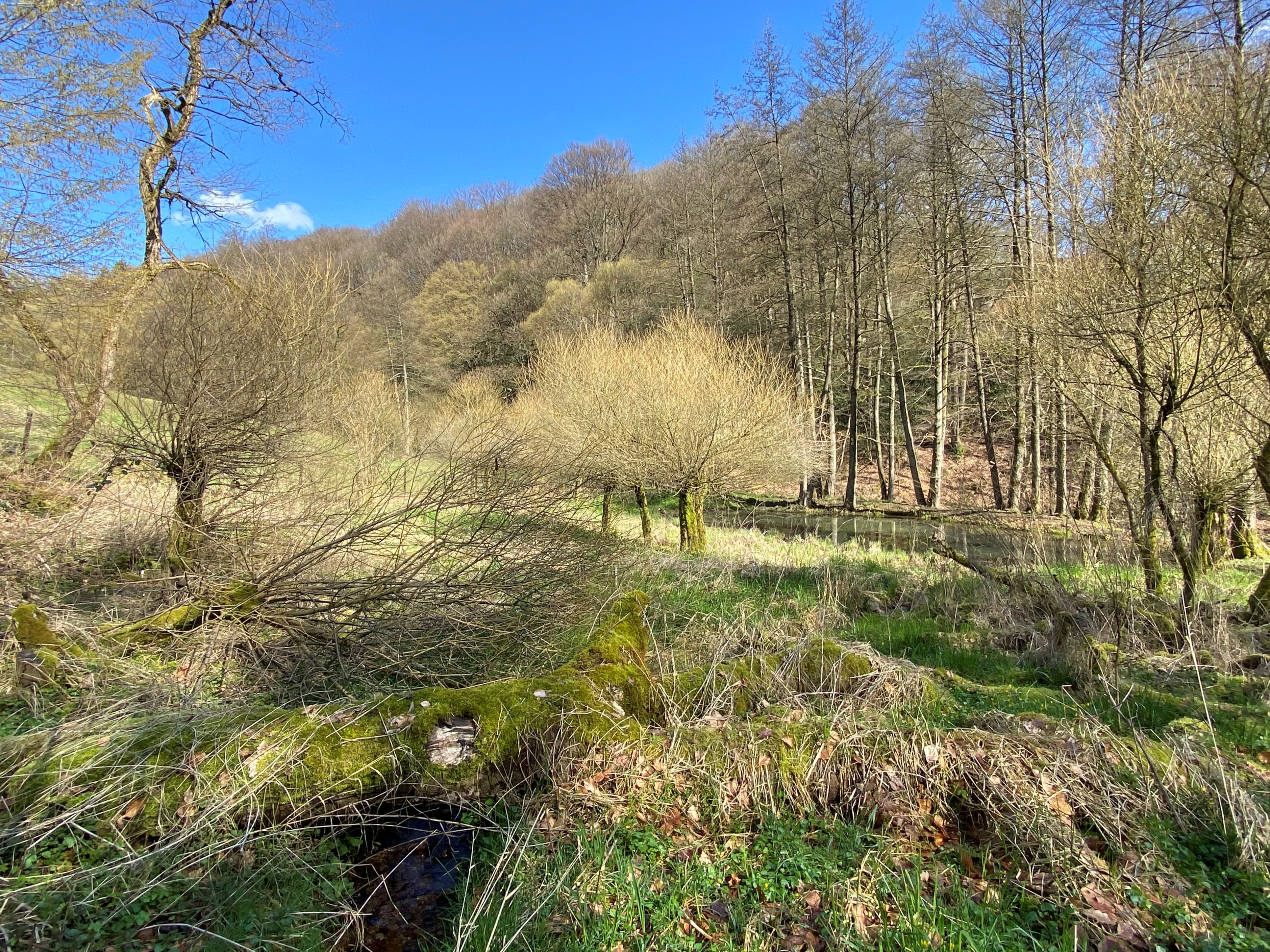
Teich, Totholz, Kopfweiden im mittleren Untenholzer Bachtal
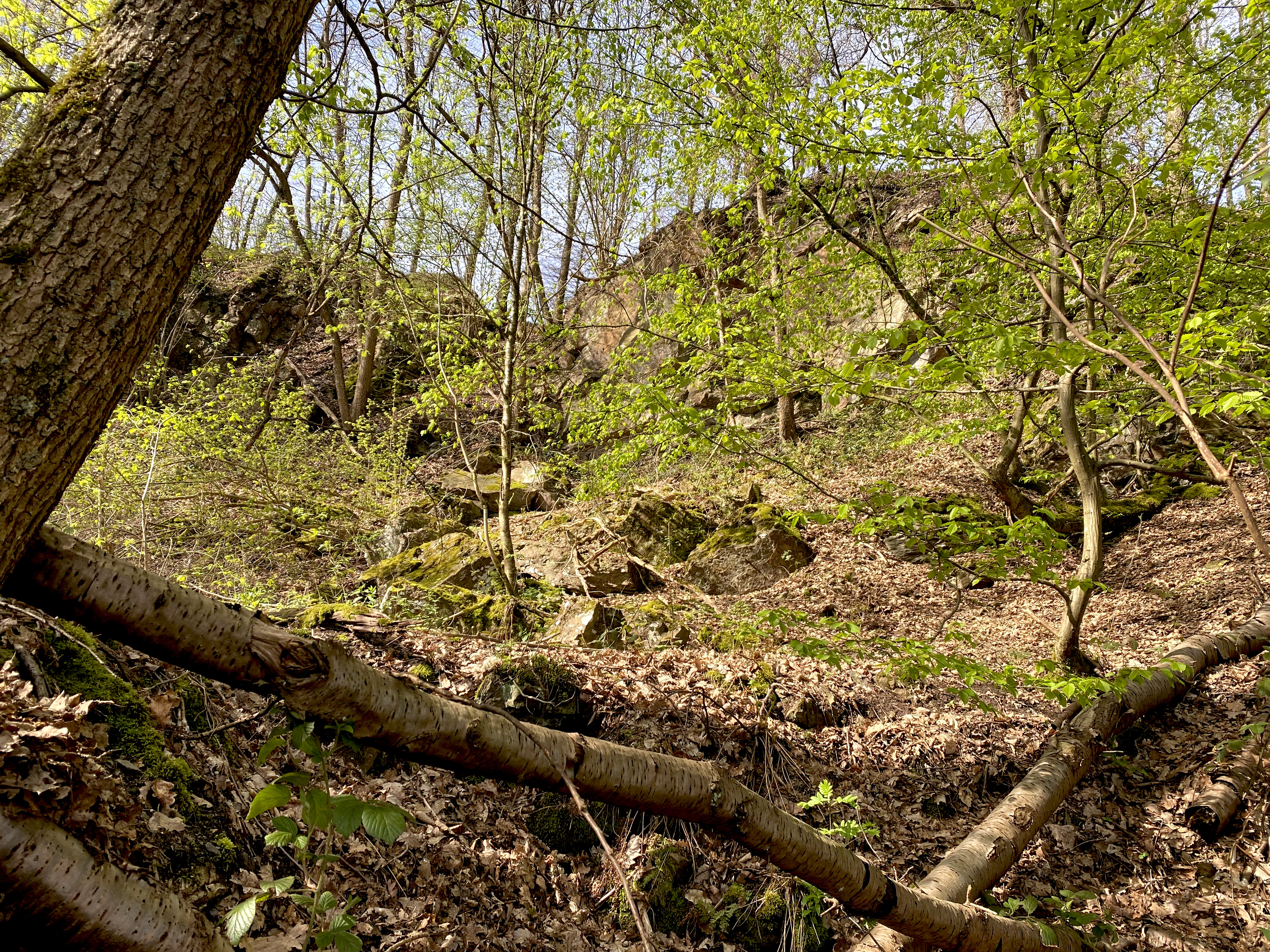
Steinbruch an der Oberkante des Wupperhangs
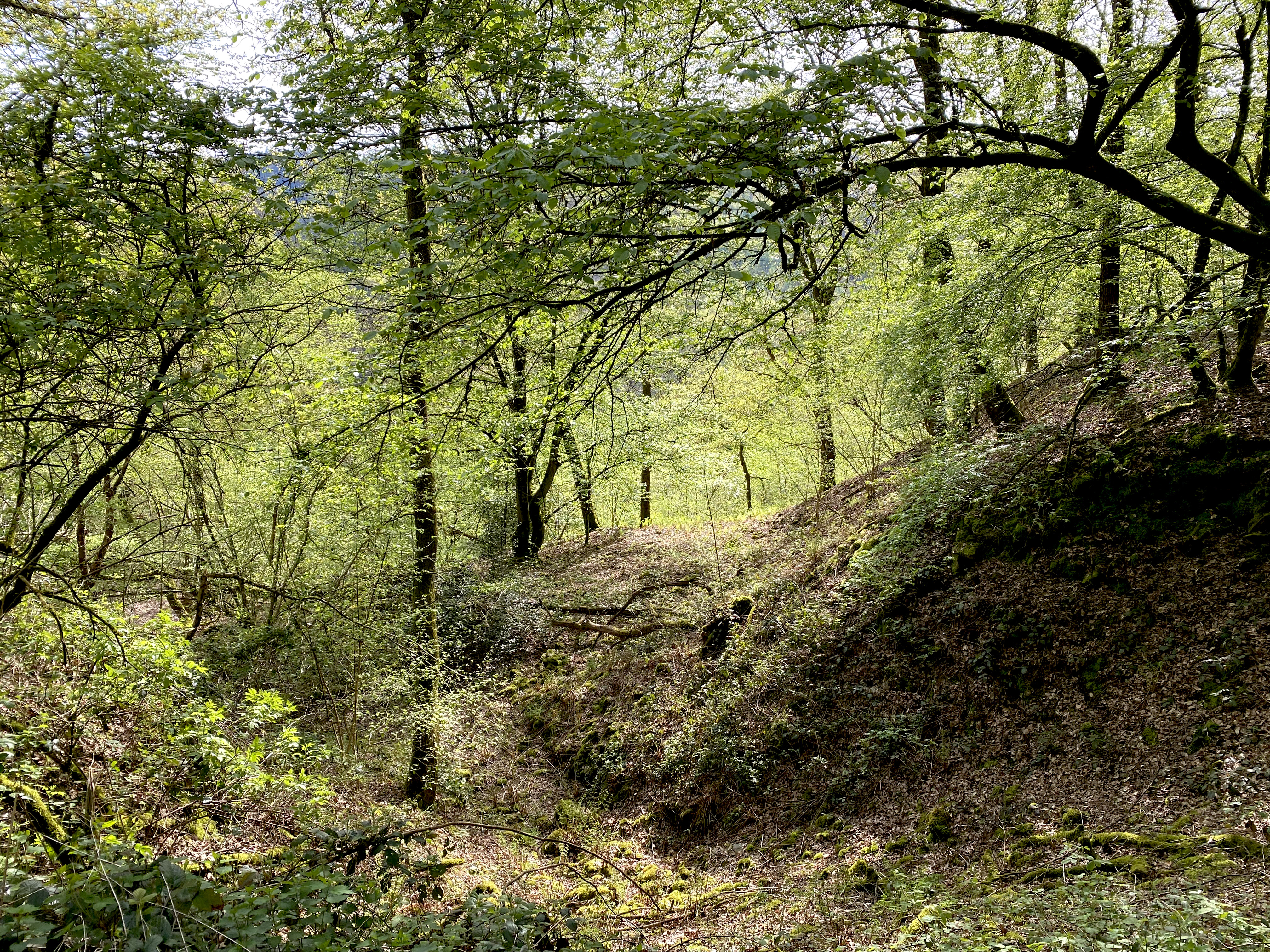
Kerbtal an der Oberkante des Wupperhangs